# Захарченко Едуард Олександрович
Захарченко Едуард Олександрович (рос. Едуард Александрович Захарченко; (4 серпня 1995 Владивосток, Росія) - український хокеїст російського походження, гравець збірної України.

## Кар'єра
- ХК Челни (2013-2014)
- ХК Кременчук (2015)
- Дженералз (Київ) (2015-2016)
- ХК Кременчук (2016-2017)
- Ноттінгем Пантерз (2017)
- ХК Астана (2018)
- Дунауйвароші Ацельбікак (2018-2019)
- ХК Фасса Соколс (2019-2020)
- Дніпро (Херсон) (2021-2024)
- Шторм (Одеса) (2024)
- ХК Кременчук (2025-н.ч.)

Брав уроки хокею в київському Сокілі. 
З 2013 року гравець команди ХК Челни в молодіжній лізі Росії МХЛ. 
З 2014 року гравець українського клубу ХК Кременчук  , з яким виграв  2 місце чемпіонату країни. 
З серпня 2015 року гравець «Дженералз (Київ). 
З серпня 2016 року знову гравець ХК Кременчук. 
З травня 2017 року гравець англійського клубу «Ноттінгем Пантерз». 
У серпні 2018 року став гравцем казахського клубу ХК Астана .
Наприкінці грудня 2019 року він перейшов до угорського «Дунауйвароші Ацельбікак» . 
У середині 2019 року став воротарем італійської команди ХК Фасса Соколс.
У юніорській збірній України брав участь у чемпіонаті світу серед юніорів до 18 років у 2012, 2013 (Дивізіон I), чемпіонаті світу серед молодіжних команд 2014, 2015 (Дивізіон I). У старшій команді брав участь у чемпіонатах світу 2015, 2016, 2017 років (Дивізіон I).
23 серпня 2017 року дискваліфікований Федерацією хокею України через розголошення документа з його підписом у зобов'язанні повернути суму грошей за поразку України з Південною Кореєю з різницею щонайменше у два голи в матчі 28 квітня 2017 року під час турніру Кубка світу дивізіону IA (зустріч закінчилася з рахунком 1:2 після пенальті, а другим покараним гравцем став захисник збірної Володимир Варивода)   . 
У вересні 2017 року його діяльність також призупинила міжнародна федерація IIHF, після чого виключений зі складу «Ноттінгем Пантерз»  .

## Досягнення

### Збірна
- Підвищення до чемпіонату світу до дивізіону І групи А: 2016

### Клуб
- Золота медаль чемпіонату України (1): ХК Кременчук (2025)
- Срібна медаль чемпіонату України (3): ХК Кременчук (2015, 2017), Дженералз (Київ) (2016)
- Бронзова медаль чемпіонату України (3): ХК Дніпро Херсон (2022, 2023, 2024)
- Володар Кубок України (1) : ХК Шторм  (2024)

### Індивідуальні досягнення
- Чемпіонат світу з хокею серед юніорів 2014 / Дивізіон I # Група B :
  - Перше місце в класифікації за показником середніх пропущених голів за гру: 2,36 [15]
  - Друге місце в класифікації за показником ефективності втручань: 91,06%
  - Найкращий гравець національної збірної на турнірі [16]
- Чемпіонат світу з хокею серед юніорів 2015 / Дивізіон I # Група B :
  - Друге місце в класифікації за показником середніх пропущених голів за гру: 2,17 [17]
  - Перше місце в класифікації за показником ефективності втручань: 94,4%
  - Найкращий гравець національної збірної на турнірі [18]
- Чемпіонат світу з хокею 2015 року / Дивізіон I # Група A :
  - Один із трьох найкращих гравців національної збірної на турнірі [19]
- Чемпіонат України з хокею (2015/2016) :
  - Кращий воротар сезону [20]
- Чемпіонат світу з хокею 2016 / Дивізіон I # Група B :
  - Перше місце в класифікації за показником ефективності втручання: 95,35% [21]
  - Перше місце в рейтингу за показником середньо пропущених голів за гру: 1,21
  - Найкращий воротар турніру [22]
- Чемпіонат світу з хокею 2017 року / Дивізіон I # Група A :
  - Друге місце в класифікації за показником ефективності втручань: 94,30% [23]
  - Четверте місце в рейтингу за показником середньо пропущених голів за гру: 2.23